# 葡京潮州酒樓
葡京潮州酒樓（葡萄牙語：Restaurantu Lisboa Chio Chao），在1970年，由香港東方報業集團創辦人馬惜如、馬惜珍（已故），於澳門葡京酒店內設立。
而在當時酒店內乘升降機抵達4樓，旁邊放置1座「賭王」何鴻燊博士的銅像雕塑，而該店內全都最地道潮州菜，包括鹵水鵝片、葡潮炸乳鴿、潮州凍蟹、反沙芋條、木筒裝盛的豆腐花、倫教白糖糕、木糠布甸、潮州翅等著名菜式。
1993年，被佳景集團收購，但同年被澳門旅遊娛樂股份有限公司收購。
2016年6月10日，前總經理黃偉培，上午10時於山頂醫院去世前73歲。
2016年8月28日，該店由於上述事件原因，加上受環境因素，因此該店營業收舖後結業，結束了營運46年，有澳門市民和外國旅客對該店結業非常可惜，而烹飪協會會長葉紹文也對該店結業失去了中式酒樓特色。